# Індепендьєнте (футбольний клуб, Неукен)
Індепендьє́нте (ісп. Club atlético Independiente de Neuquén) — футбольний клуб з міста Неукен, Аргентина, заснований 27 лютого 1921 року, найвідоміший клуб міста. Президентом клубу свого часу був колишній губернатор провінції Неукен, Хорхе Собіш. Зараз клуб виступає в аргентинському 4-ому дивізіоні.